# Haltepunkt

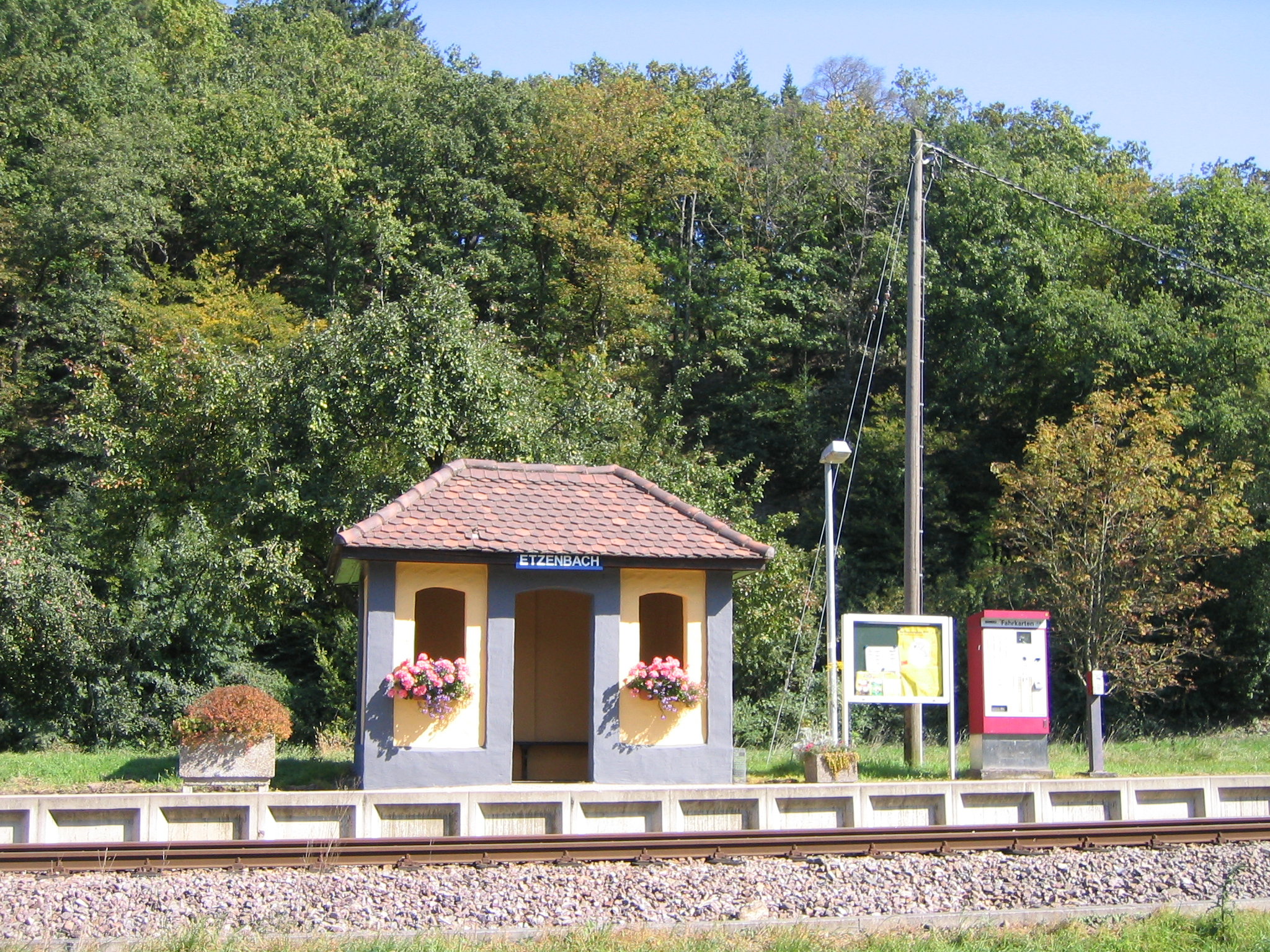
Ein typischer Haltepunkt: Etzenbach an der Münstertalbahn

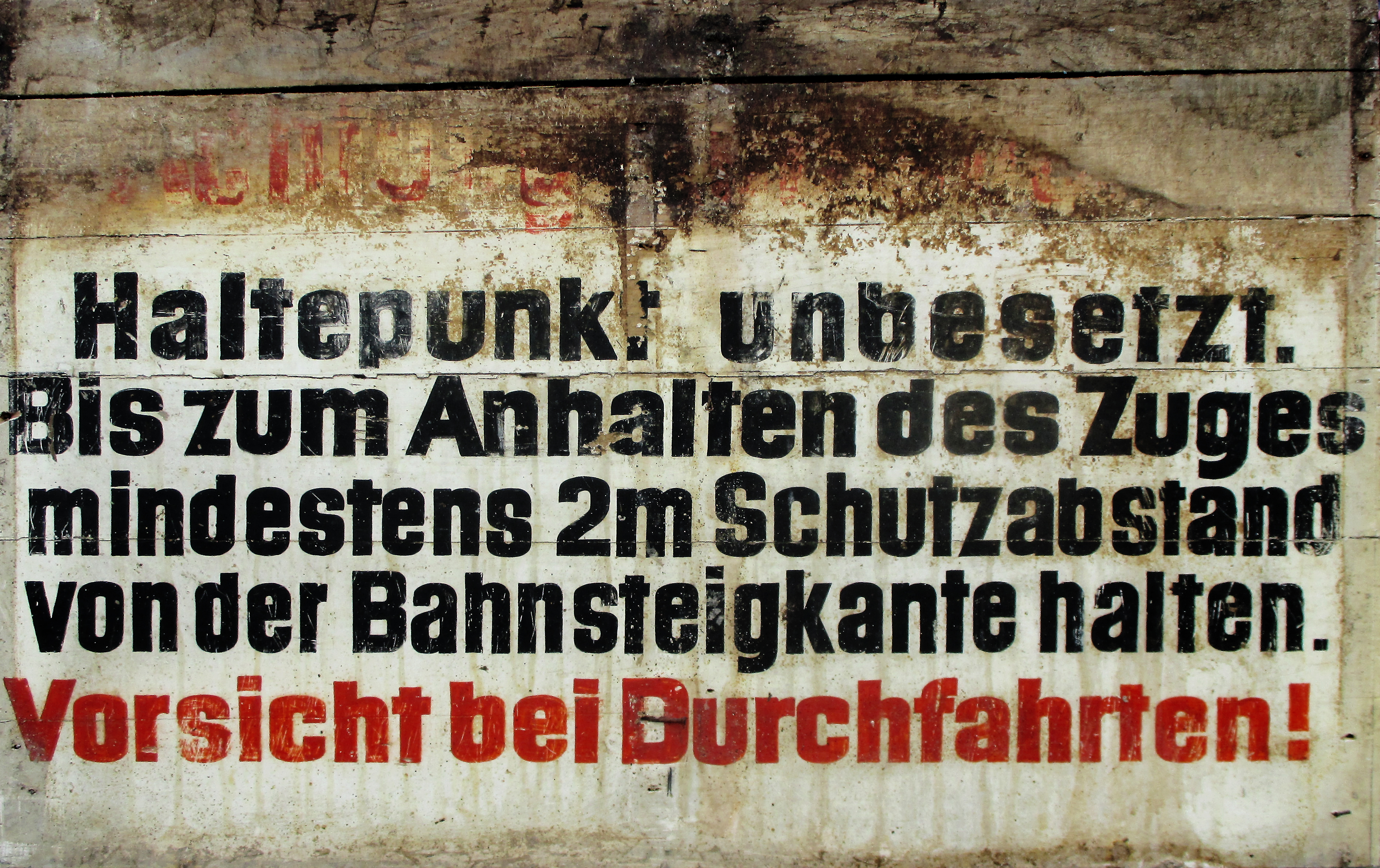
Warnschild „Haltepunkt unbesetzt.“

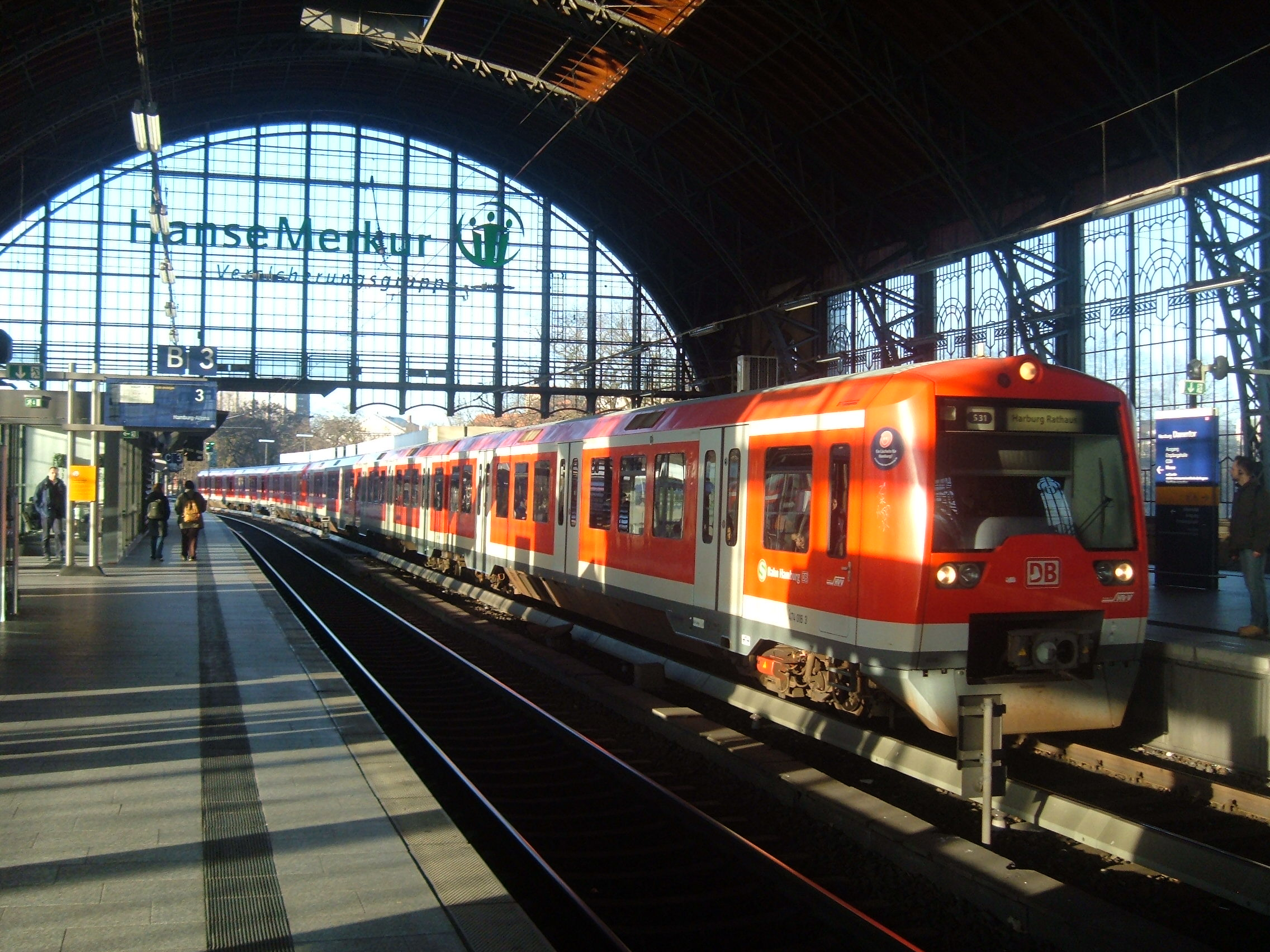
Der ehemalige Bahnhof und heutige Haltepunkt Hamburg Dammtor, der größte Haltepunkt in Deutschland

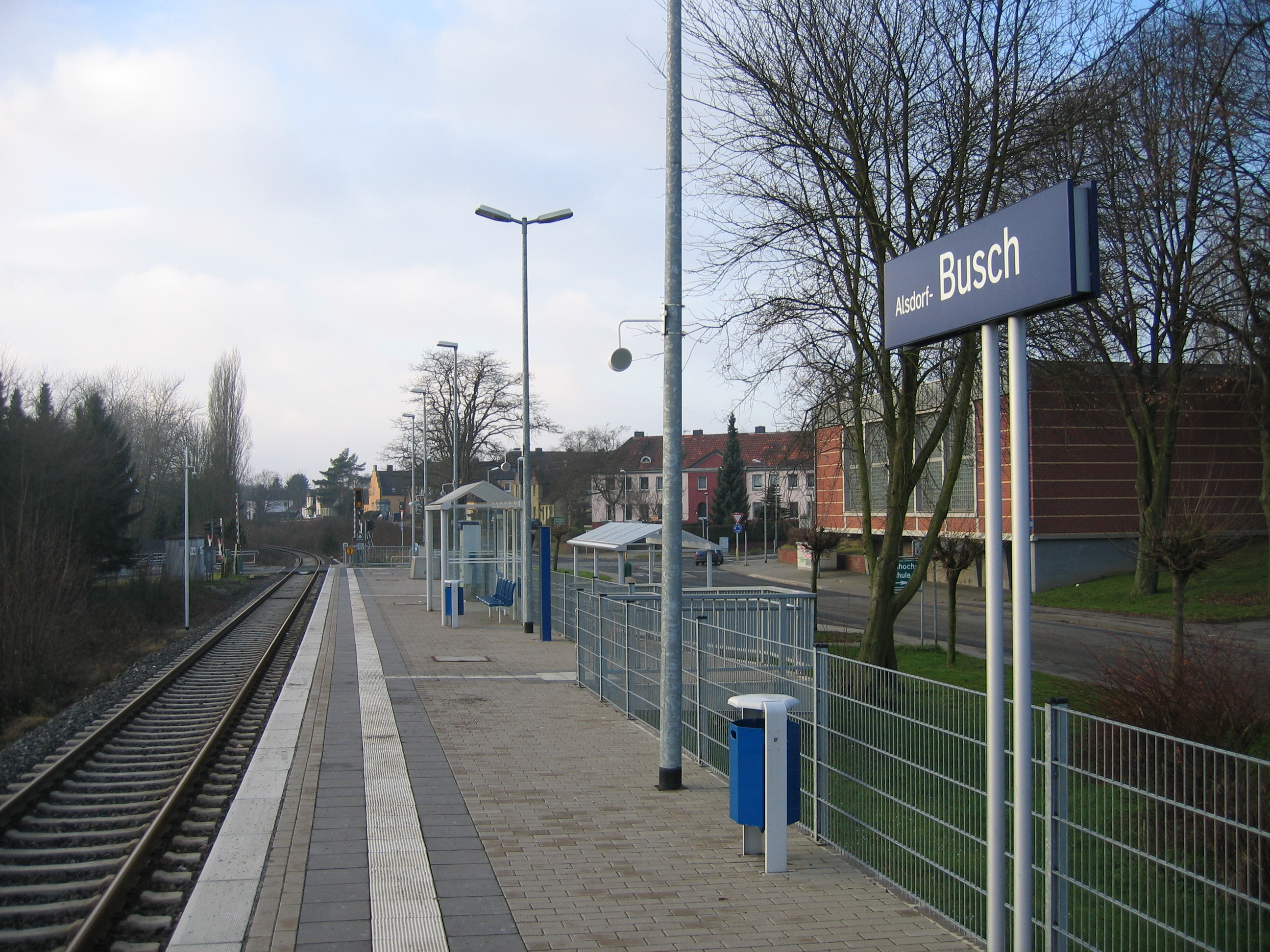
Neu errichtete Haltepunkte verfügen meist nur über eine Grundausstattung (Alsdorf-Busch)

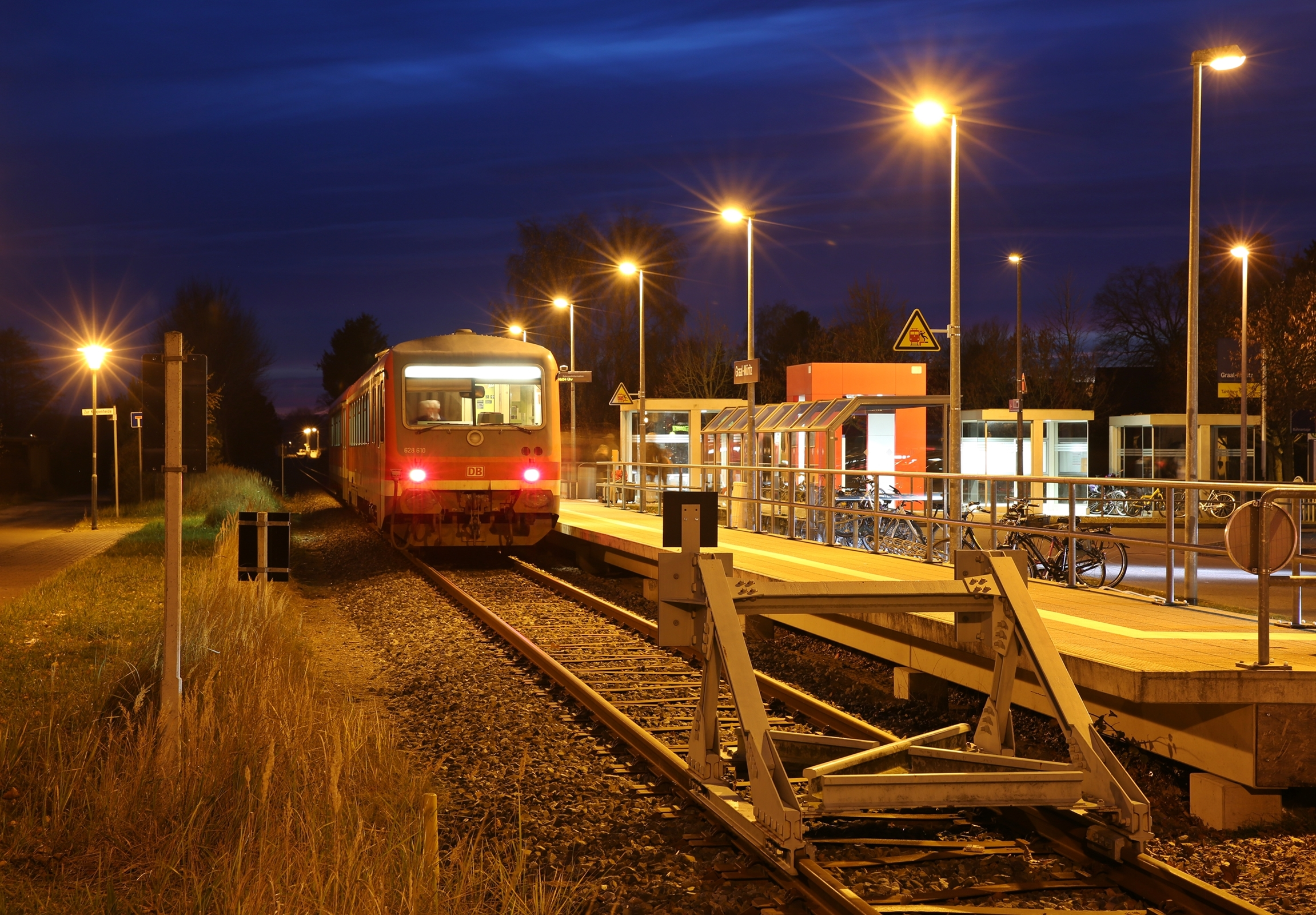
Haltepunkt als Endstation (Bahnstrecke Rövershagen–Graal-Müritz)

Ein Haltepunkt – in Deutschland – (Abkürzung: Hp), in Österreich, der Schweiz sowie in Südtirol Haltestelle, in Bayern früher abweichend Haltstelle, ist eine Bahnanlage ohne Weichen, an der Züge planmäßig halten, beginnen und enden können. Der Unterschied zum Bahnhof ist, dass an Haltepunkten nur ein-, um- und ausgestiegen wird, an Bahnhöfen aber rangiert, überholt und gekreuzt sowie die Reihenfolge der Züge geändert werden kann. Weitere historische Alternativbezeichnungen sind Anhaltepunkt, Anhaltpunkt, Anhaltestelle respektive Anhaltstelle. Findet an der entsprechenden Station auch Güterverkehr statt, spricht man von einer Halte- und Ladestelle. 

## Definitionen und Benennungen
In Deutschland werden diese Bahnanlagen als Haltepunkt, in Österreich, der Schweiz sowie in Südtirol generell als Haltestelle bezeichnet. In Deutschland kann ein Haltepunkt nach dem aktuellen Regelwerk entweder eine Betriebsstelle der freien Strecke oder einem Bahnhof zugeordnet sein. In Österreich ist eine Haltestelle immer Betriebsstelle der freien Strecke. Bahnbetrieblich ist die Definition in Deutschland und Österreich bis auf diesen Unterschied ähnlich, in der Schweiz etwas anders.
Deutschland:

„Haltepunkte sind Bahnanlagen ohne Weichen, wo Züge planmäßig halten, beginnen oder enden dürfen.“

Österreich:

„Haltestellen sind Betriebsanlagen der freien Strecke, wo Zugfahrten planmäßig halten, beginnen oder enden dürfen.“

„Haltestellen sind Betriebsstellen, in denen personenbefördernde Züge planmäßig halten dürfen.“

Schweiz:

Haltestelle
Anlage mit Publikumsverkehr auf der Strecke

In Deutschland sind Haltestellen dagegen wie folgt definiert:

„Haltestellen sind Abzweigstellen oder Anschlußstellen, die mit einem Haltepunkt örtlich verbunden sind.“

## Geschichtliches
Der Begriff Haltepunkt wurde neben anderen Definitionen für Bahnanlagen in der ersten Version der Eisenbahn-Bau- und Betriebsordnung (BO) vom 4. November 1914 definiert. In der Neufassung der Eisenbahn-Bau- und Betriebsordnung (BO) vom 17. Juli 1928 findet sich die Begriffsbestimmung in § 6 Abs. 3.
Die Haltestelle wurde durch die Eisenbahn-Bau- und Betriebsordnung und eine neue Fahrdienstvorschrift in Deutschland bei der Deutschen Reichsbahn 1933 eingeführt und mit der offiziellen Abkürzung „Hst“ versehen.
Durch die Teilung Deutschlands nach 1945 entwickelten sich auch die Vorschriften für den Bahnverkehr in den beiden Teilstaaten unterschiedlich. So wurde bei der Deutschen Bundesbahn spätestens mit der Neufassung der EBO im Jahr 1967 der Definitionszusatz der freien Strecke aufgegeben, während er in den für die Deutsche Reichsbahn geltenden Fahrdienstvorschriften (FV) 408 noch erhalten blieb.

## Betriebliche Anlagen
Ein Haltepunkt hat bahnbetrieblich nur die Funktion einer Zugangsstelle des Personenverkehrs, bietet also lediglich die Möglichkeit, in Züge ein- und aus ihnen auszusteigen. Züge können dort im Gegensatz zu einem Bahnhof nur halten und in einigen Fällen auch wenden, nicht aber einander überholen oder kreuzen.
Ein Haltepunkt besteht aus einem oder mehreren Bahnsteigen, die an den einzelnen Gleisen der freien Strecke mit Zu- und Abgängen angeordnet sind. In einigen Bereichen kann es auch anstelle eines Bahnsteiges lediglich eine unbefestigte Zusteigemöglichkeit sein.
Zahlreiche der heutigen Haltepunkte waren früher Bahnhöfe mit Überhol- und Abstellgleisen, welche dann aufgelassen oder rückgebaut wurden. Typische Beispiele dafür sind der ehemalige Bahnhof Hamburg Dammtor oder Gevelsberg Hauptbahnhof, beide sind in betrieblicher Hinsicht nur noch Haltepunkte.
Von und nach personalbesetzten Haltepunkten konnte in der Vergangenheit auch Reisegepäck und Expressgut abgefertigt werden. Häufig betraf das Haltepunkte an einem örtlich gesicherten Wegübergang. Die Schrankenwärter übernahmen den Fahrkartenverkauf und die Gepäck- und Expressgutabfertigung im vereinigten Dienst mit.
Zu den Haltepunkten zählen inzwischen auch viele Endpunkte von Stichstrecken, an denen das Streckengleis ohne Weichenverbindung endet, sodass auf diesen Strecken üblicherweise nur Triebwagen bzw. Wendezüge verkehren können. Beispiele sind Aschau (Chiemgau), Graal-Müritz, Kaisersesch, Kranichfeld, Oberammergau und Waging.
An einem Haltepunkt sind üblicherweise keine Hauptsignale aufgestellt, außer er ist mit einer Blockstelle örtlich verbunden. Wenn der Haltepunkt durch die örtlichen Verhältnisse nicht gut einsehbar ist, wird eine Haltepunkttafel (Ne 6) im Bremswegabstand aufgestellt. Falls sich ein Bahnsteig zwischen einem Vor- und einem Hauptsignal befindet – in der Regel handelt es sich dann um ein Blocksignal – wird das Vorsignal am Bahnsteigende oftmals mit einem Vorsignalwiederholer wiederholt. Im Falle einer Haltestelle können die zur Abzweigstelle gehörenden Signale im Bereich des Haltepunktes aufgestellt sein.

## Bedarfshaltepunkt
Eine besondere Form des Haltepunkts ist der Bedarfshaltepunkt. An ihnen halten Züge nur, wenn tatsächlich Reisende ein- oder aussteigen wollen. In den Zügen sind in der Regel Haltewunschtasten vorhanden, die von Fahrgästen, die am Bedarfshaltepunkt aussteigen wollen, rechtzeitig zu betätigen sind. Bevor diese eingeführt wurden, wurden Reisende aufgefordert, ihren Aussteigewunsch dem Zugpersonal rechtzeitig, also vor dem letzten regulären Halt des Zuges mitzuteilen.
Einige Bedarfshaltepunkte haben am Bahnsteig einen Schalter, mit dem zusteigewillige Fahrgäste dem nahenden Zug den entsprechenden Bedarf frühzeitig signalisieren können. Dies gibt es beispielsweise an einigen neuen Haltepunkten der Hohenzollerischen Landesbahn sowie regulär auf der Bahnstrecke Salzburg–Lamprechtshausen.
An vielen Strecken existieren jedoch keine besonderen technischen Signaleinrichtungen am Bahnsteig. Dort ist es notwendig, dass sich Fahrgäste dem herannahenden Zug bemerkbar machen, damit dieser hält.
Als auch noch kleinste Stationen personalbesetzt waren, mussten sich Fahrgäste, die in einen Zug einsteigen wollten, beim Aufsichtsbeamten des Haltepunkts melden, und aussteigende Fahrgäste hatten dem Schaffner oder Zugführer ihren Wunsch mindestens eine Station vorher mitzuteilen.